# Narodziny Maryi (obraz Domenica Ghirlandaia)
Narodziny Maryi – jeden z dwudziestu jeden fresków autorstwa Domenica Ghirlandaia, zdobiący ściany prezbiterium w kaplicy Santa Maria Novella we Florencji. Fresk znajduje się na lewej ścianie, w dolnej części cyklu.
Freski zostały wykonane na zlecenie bankiera Giovanni Tornabuoni. Dwadzieścia jeden fresków przedstawia zdarzenia z życia Maryi i Jana Chrzciciela. Przy freskach pracowało kilku artystów. Prócz samego Ghirlandaia, był to jego brat, David, Sebastiano Mainardi oraz prawdopodobnie - 13-letni wówczas - Michał Anioł.
Scena narodzin Maryi została przedstawiona w bogato udekorowanej sali. Perspektywiczne pomieszczenie góruje nad postaciami kobiet umieszczonych na małej przestrzeni. Jego tematem są dwa epizody z życia Anny: boskie poczęcie dziewicy i chwile po jej narodzinach.
Po prawej stronie przedstawiono cztery postacie kobiece. Dwie z nich siedząc trzymają narodzone dziecko i przygotowują je do kąpieli. Nad nimi leży w połogu św. Anna, żona Joachima i matka Marii. Pomiędzy tymi postaciami Ghirlandaio umieścił dynamiczną postać kobiety nalewająca wodę ze dzbana. Jej szaty są rozwiewane przez podmuch wiatru.
Po lewej stronie od głównych postaci stoi grupka pięciu innych kobiet ubranych w stroje współczesne mistrzowi. Malarz wśród tych postaci umieścił portrety rodziny fundatorów, m.in. córkę zleceniodawcy, Lodovici Tornabuoni. Ubrana jest w bardzo bogatą suknię świadczącą o zamożności.
Powyżej, w lewej części fresku, przedstawiona została scena spotkania Anny z Joachimem, rodziców Maryi. Scena miała symbolizować Niepokalane Poczęcie Maryi. Według tekstów apokryficznych, Anna i Joachim po dwudziestu latach bezdzietnego pożycia mieli począć córkę, obejmując się w Jerozolimskiej Złotej Bramie.
Nad sceną umieszczone zostały tańczące i grające na instrumentach putta. Pod gzymsem, na którym stoją, znajduje się łaciński tekst: twoje narodziny, Matko Dziewico, przyniosły radość całemu światu.